# Moresby Parks
Moresby Parks är en by i Cumbria i England. Byn ligger 54,6 km från Carlisle. Orten har 1 220 invånare (2015).